# 柬埔寨亞洲銀行股份
柬埔寨亞洲銀行股份有限公司，簡稱柬埔寨亞洲銀行，以及柬埔寨亞洲銀行股份（英語：Cambodia Asia Bank Limited），在1992年創立，1993年投入服務，屬於有限責任公司形式進行。
除了經營貸款外，還經營儲蓄戶口、國外匯票，以及其他金融服務。

## 連結
- CAB.com.kh